# 霜月美佳
霜月美佳（日語： Shimotsuki Mika）是Production I.G所製作的電視動畫系列《PSYCHO-PASS》中的角色。儘管她在第一期只是個配角，但到了第二期，她成為了公安局刑事課第一分隊的監視官，在動畫中扮演更為重要的角色。她身處於未來的日本社會，當中人們只要按著希貝兒系統的意志過活就能得到幸福。而公安局則負責在這樣一個的社會中，按著希貝兒系統的判斷去打擊罪案。她在第二期之後的情節亦有出現，並於《心理测量者SS》三部曲的第一部當中擔任主角。在第三期，美佳成為了刑事課的課長及總監視官，負責監督屬下的新角色。美佳的日語版配音員為佐仓绫音，英語版則由谢拉米·利負責配音。
美佳為編劇沖方丁及虛淵玄構思出來的角色，用以在第二期中扮演比起第一期的宜野座伸元「更不為人討喜的監視官」。不過製作組決定使她在之後的情節有所成長，令她不那麼惹人厭。評論者於早期對美佳的評價多為負面，因為她處處在針對女主角常守朱，且態度惡劣。不過對於她在第二期之後的表現，評論者的評價開始轉向正面。

## 劇中表現
此一角色於第一期第六話首次登場，當時她為私立櫻霜學園的女學生，跟王陵璃華子同校。她的兩名青梅竹馬先後被璃華子殺害，這讓她埋下了對潛在犯的憎恨。她於第一期最後成為公安局刑事課第一分隊的成員，跟常守朱一起擔任監視官。 在第二期，美佳發現她的部下東金朔夜密謀著除掉朱。不過他的母親東金美沙子早已成為了希貝兒系統的一員，並從美佳的報告中得知她將會對自己的兒子朔夜不利，故此強迫她與朔夜合作，一起除掉朱。她同時從公安局局長兼生化機械人禾生壤宗（大腦由美沙子掌控）的口中得知希貝兒系統的「真相」——以大量免罪體質者的大腦構成一個系統，並由他們判定國家中所有人的心靈指數。在聽完後她發現了自己不過是希貝兒的一枚棋子，但因為不想被滅口而表示願意服從。她在2015年的電影《心理测量者剧场版》再度登場，當中她與希貝兒系統一起把朱騙去東南亞聯合（SEAUn），讓她去當地尋找朱的前部下慎也，從而誘使兩人合作，達至真正的目的：找出東南亞聯合的陰謀。在高潮部分，美佳跟第一分隊成員的成功趕到，從一眾士兵手中救出朱和慎也，並對真正的執法對象進行執法。
美佳在2019年的電影《心理测量者SS》再度登場。當中第一分隊獲委派了一項任務——把心理治疗师夜坂泉送回潜在犯隔离设施「避難所」。朱則派遣美佳跟兩名執行官宜野座伸元及六合塚彌生一起去完成是次任務，其他成員則留在東京調查是次事件。隔离於「避難所」的潜在犯在藥物、治療及「有意义」的劳动的幫助下，能夠和睦共處，使得此一隔離設施與其他的不同。美佳一開始就将该女子视为罪该万死的罪犯，不過她跟伸元從調查過程中發現，該名女子一直在把自身當成诱饵，以此保護一名孩子。他們及後發現隔离设施的負責人辻飼姜香，一直在利用隔离设施的潛在犯去處理埋在地下的核廢料，令他們最終因輻射而死。美佳把負責人的相關告白給錄了下來，然後轉播，讓一眾潛在犯聽見。她之後成功用主宰者把負責人槍殺，不過设施卻因之前的告白而發生騷動。美佳跟伸元其後再度追捕设施內的其他同謀，並致力保護陷入混亂的潜在犯們。美佳后来得知希貝兒系統早已掌握姜香這樣做的動機，因为隔离设施的位置正是以前系统用來倾倒核废料的地方，系統早已默許。雖然她能理解為了社會與隱藏國家汙點，不得不使用骯髒手段，但希貝兒的作為還是讓本該完美公正的系統產生破綻，讓她憤怒地打了希貝兒操作的人偶一巴掌。
她在第三期成為了公安局刑事課的課長及總監視官，負責監督慎導灼等部下的工作。刑事課在追查彩虹橋這個犯罪組織的途中，與擁有同樣目的的外務省行動課發生了衝突。在2020年的電影《PSYCHO-PASS心靈判官3 FIRST INSPECTOR》當中，美佳一行人被恐怖份子困在公安局本部大樓，以此要挾東京都知事小宮香利奈發表引退聲明。不過美佳等人不欲把香利奈交出，於是便進行反擊。

## 角色設計
製作組在第二期嘗試加入像以前的朱一樣的新監視官，那就是霜月美佳。但她跟朱卻在設定上存有不同。製作組解釋道，霜月美佳是一個「很不随和的角色」。鹽谷直義稱，粉絲對美佳的所恨之處，正是製作人員的所愛。製作組認為，雖然第一期的宜野座伸元在他們的構思中是在扮演「不為人討喜的監視官」，但卻達不到讓人討厭他的效果。故此，他們便讓美佳這個角色「更不為人討喜」 。
製作組決定讓美佳在第二期之後看上去「換了個人似的」，其中一個例子就是她在2015年劇場版當中的表現開始出現轉變。沖方丁稱，他於最終愛上了美佳，並開玩笑地說他將會跟美佳結婚。虛淵玄同樣表示美佳在劇場版當中的表現，使得人們回心轉意。沖方丁形容她是一個官僚主义者。為了說明對系統絕對忠誠的美佳，跟否定系統本身的常守朱有多大差別，沖方丁稱她們倆為「不太有可能成為拍檔的黑暗組合」。沖方丁及鹽谷直義在製作第二期期間，一致決定新角色阵容透過「顔色」來跟朱及希貝兒系統有所聯繫，「白色」是美佳的代表色，「黑色」代表東金朔夜，鹿矛圍桐斗則為「透明」。 

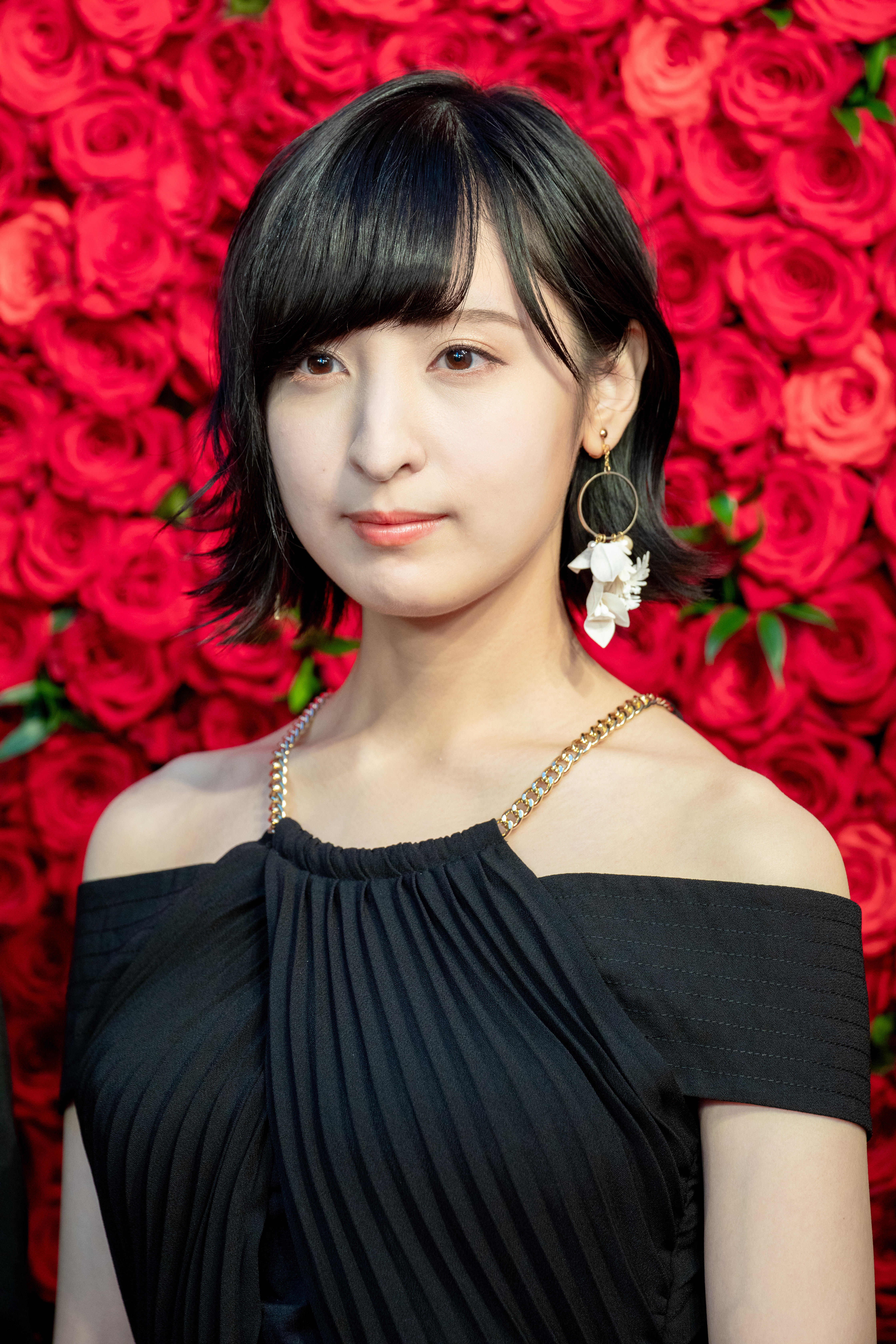
佐倉綾音喜歡霜目美佳在《PSYCHO-PASS心靈判官SS》中所扮演的角色

鹽谷直義在劇場版《PSYCHO-PASS心靈判官SS》的第一部中選擇以宜野座伸元和霜月美佳這對組合為主角，因為他倆分別跟第一期的慎也和朱相似。此外他表示前者在先前的劇情中已受到征陸智己及狡嚙慎也兩人的影響，而出現了很大的性格變化，故這一組合能擦出不同的火花。

### 配音
配音員佐倉綾音相信，第一分隊中最為年輕的霜月美佳在經過第二期的洗練後，已有足夠資格成為女主角。在第一部首映時，鹽谷直義評論三部曲將會「令您（觀眾）大開眼界。它們就是這種電影」。佐倉綾音認為，霜月美佳在第二期的性格，跟第一期還是高中生時的自己一樣，所以她的態度仍是頗為惡劣。此外亦指她在討厭朱這回事上「鑽牛角尖」。不過在讀過《PSYCHO-PASS心靈判官SS》的劇本後，綾音發現美佳在當中的舉止變得更為溫柔，令人感覺她在處事上更有大人的樣子。宜野座伸元的配音員野島健兒的反應異曲同工，認為她跟前作相比之下，出現了頗大的成長。綾音在《PSYCHO-PASS心靈判官SS》的配音工作完成後，表示該三部曲十分精彩，因為美佳在當中出現了很大的成長。她還認為首部曲的看點之一就是宜野座伸元如何在行動中照顾好美佳。
谢拉米·利為英語版的霜月美佳的配音員。對於美佳在第三期所扮演的角色，佐倉綾音表示她會為了正義而不顧一切，即使她因此而被討厭也好亦在所不惜。

## 各界評價
自這名角色於第二期亮相以來，評論者對她的評價便一直處於褒貶不一的狀態。在第二期開首，動畫新聞網便稱從她對待執行官的方式可見，她的人格特質跟上一期不同。並表示有興趣知道以下問題的答案：「若六合塚彌生跟她發生衝突，那麼她會否表露出更好的態度？」。 Kotaku對於她跟朱價值觀不同這點表示欣賞，並表示這點可從兩者得悉系統的「真相」時的反應看出——美佳「仍能够强迫自己服從一个完全由犯罪者的腦子所組成的系統，並能夠說服自己這一個想法『很美妙』，即使當中存在著頗為明顯的矛盾也好亦能忽略不計」。動畫新聞網以「无论她在故事中出現怎樣的思想變化，所作所為依舊不變」为由，批評她是不為人討喜的配角。《御宅族 USA》同樣評價她在2015年劇場版中的行動為「盲目自大」。《Fandom Post》认为她是一个「過於挑撥離間的角色」，並以東金朔夜如何利用她去「染黑」朱為例。他进一步指出她為「一个非常不讨人喜欢的副主角，因為她虽有自己的一套看法，但卻总是陷入困境，且似乎永远不会接受这是她的错」。雖然他認為這與首季的朱差不多，但由于朱的戲份很多，所以她仍然能够在擁有批評意見的情況下，慢慢成為富有魅力的主角。英國動畫新聞網稱，儘管她並非為人討喜，但她在面對希貝兒系統及東金朔夜時的遭遇反而會激起觀眾同情。儘管她在2015年的劇場版當中所扮演的角色較為次要，但動畫新聞網依舊評價她十分惹人討厭，因為她仍舊對朱抱有敵意，而且態度惡劣。
她在2015年劇場版之後的評價轉趨正面。動畫新聞網讚揚美佳在《PSYCHO-PASS心靈判官SS》的表現，因為她於當中更為勇敢，而且在對付對立角色時更為果斷徹底。All Time Anime對之有著類近評價 ，認為她於當中更為討喜。The Cinema Holic認為她在第三期當中變得更為有趣。該網站以她在与下属打交道時所展現的傲嬌性格為相關例子。动漫新闻网指出，在第三期打擊犯罪的勢力分成了兩股，它們之間處於互相平衡的狀態：「打個美國人會懂的比方，美佳的公安局刑事課就是FBI，而弗蕾德莉卡的外務省行動課就是CIA」。當中CIA的行動有機會惹怒美佳。Biggest in Japan認為在《FIRST INSPECTOR》臨近結尾時，美佳就著事態發展所作出的行为十分搞笑。